# Gaertnerstraße 1c

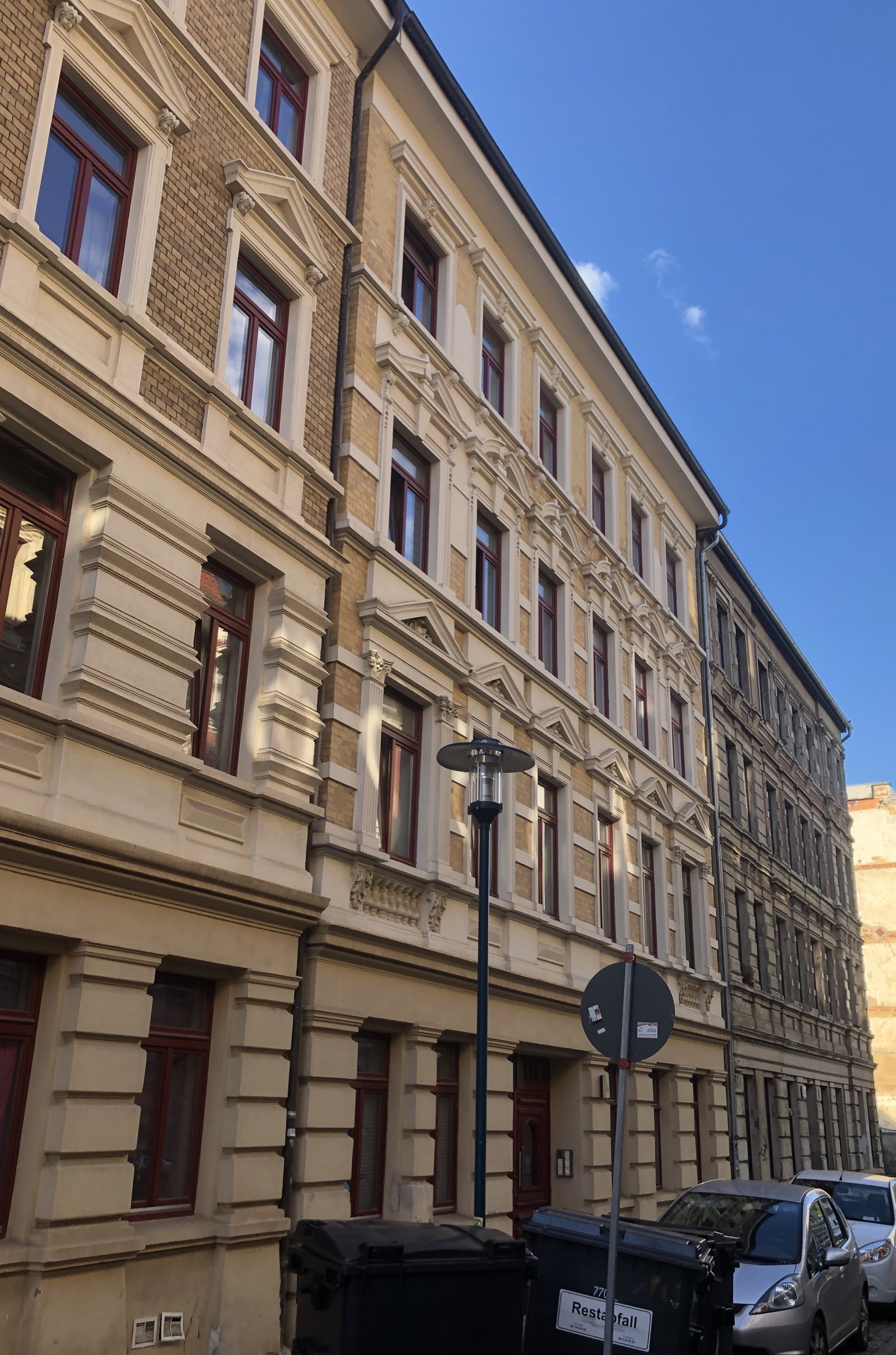
Gaertnerstraße 1c im Jahr 2020

Das Gebäude Gaertnerstraße 1c ist ein denkmalgeschütztes Wohnhaus in Magdeburg in Sachsen-Anhalt.

## Lage
Es befindet sich im Magdeburger Stadtteil Buckau auf der Nordseite der Gaertnerstraße. Unmittelbar westlich grenzt das gleichfalls denkmalgeschützte Haus Gaertnerstraße 1d, östlich die Gaertnerstraße 1b an.

## Architektur und Geschichte
Der viergeschossige Bau wurde 1888 für Heinrich Zeidler vom Maurermeister A. Paul errichtet. Die sechsachsige Fassade ist im Stil des Neobarocks gestaltet und wird von Putzflächen und Bereichen aus gelben Ziegeln geprägt. Am Erdgeschoss findet sich eine Rustizierung. In den jeweils äußeren Achsen befindet sich im ersten Obergeschoss an der Fensteröffnung eine Ädikularahmung samt Balustrade und kannelierten Pilastern. Die Fensterverdachungen des ersten und zweiten Obergeschosses sind als Dreiecksgiebel ausgeführt.
Im örtlichen Denkmalverzeichnis ist das Wohnhaus unter der Erfassungsnummer 094 17817 als Baudenkmal verzeichnet.
Das Haus gilt als Teil des engen gründerzeitlichen Straßenzugs als städtebaulich bedeutsam. Außerdem ist es ein sozialgeschichtliches Dokument der einfachen bis mittleren Wohnverhältnisse der Bauzeit im Industrieort Buckau.